# Церква Казанської ікони Божої Матері (Ізюм)
Церква Казанської (Піщанської) ікони Божої Матері — православний храм у місті Ізюм Харківської області. Розташований на вулиці Криничній.
Дерев'яна церква збудована у 2014 році та присвячена Піщанській іконі Божої Матері — чудотворній іконі Богородиці, що явилась в 1754 році в селі Піски Харківської губернії святителю Іоасафу єпископу Бєлгородському.
У 2022 році під час повномасштабного вторгнення російської армії в Україну храм зазнав пошкоджень.

## Архітектура
Тричастинна п'ятибанна дерев'яна церква в ім'я Казанської ікони Божої Матері з двоярусною дзвіницею над бабинцем та п'ятигранною апсидою знаходиться на березі невеликого ставу. Будівля церкви зі зрубними рисами, з синьою (в колір неба) металевою покрівлею, має золочені главки, триярусний центральний обсяг, шатрові з заломом покрівлі бань, виточені дашки з різьбленими балясинами, трикутні щипці, високі хрести на кулеподібній підставі. Масивна будівля вписана в навколишній пейзаж.

## Історія
Чудотворна Піщанська ікона Божої Матері явилась в 1754 році в селі Піски Харківської губернії святителю Іоасафу єпископу Бєлгородському. З приходом радянської влади образ був вивезений емігрантами повернувся в Україну в перші роки незалежності.
У 2014 році в Ізюмі поряд зі храмовим джерелом за кошт православної церкви, парафіян і паломників споруджена дерев'яна церква на честь Піщанської ікони.
5 жовтня 2014 року очільник УПЦ МП Онуфрій здійснив освячення храму на честь Піщанської ікони Божої Матері. 1 квітня 2015 року пройшло чергове засідання Священного Синоду УПЦ МП, на якому розглянуто і затверджено рапорт архієпископа Ізюмського і Куп'янського Єлисея про утворення в місті Ізюмі чоловічого монастиря Піщанської ікони Божої Матері.
Настоятелем чоловічого монастиря на честь Піщанської ікони Божої Матері затверджено архієпископа Ізюмського і Куп'янського Єлисея.
У квітні 2022 року стало відомо, що Церква Піщанської ікони Божої Матері постраждала під час повномасштабного вторгнення російської армії на територію України. Зокрема, внаслідок обстрілу постраждали фасади та вікна храму.